# Troglohyphantes herculanus
Troglohyphantes herculanus là một loài nhện trong họ Linyphiidae.
Loài này thuộc chi Troglohyphantes. Troglohyphantes herculanus được Wladislaus Kulczynski miêu tả năm 1894.